# Jocelyn Penn
Jocelyn Maurice Penn (Tucker, 10 settembre 1979) è un'ex cestista statunitense, professionista nella WNBA e nella NWBL.

## Carriera
È stata selezionata dalle Charlotte Sting al primo giro del Draft WNBA 2003 (9ª scelta assoluta).